# Chess Titans
Chess Titans е компютърна игра, включена в Windows Vista Home Premium и Ultimate, както и в изданията Home Premium, Professional, Enterprise и Ultimate на Windows 7. Представлява компютърна версия на играта шахмат.

## Графика
Играта е напълно анимирана и е проектирана за Windows Aero със стила си от тип стъкло. Дъската на шаха може да се обръща в триизмерно пространство, а също могат да се избират теми за фигурите на шаха и дъската.

## Геймплей
Играта може да се играе с мишка или с джойстик като тези на PlayStation 3 или Xbox 360, само че за Windows. Също може да се играе и през Windows Media Center като се използва специално дистанционно, предоставено заедно с картите за телевизионните тунери или с някои лаптопи.

### Играч срещу компютър
Играчът може да играе срещу компютъра след като избере нивото на умение на компютъра по скалата от 1 до 10. След като е направен ход от компютъра, играчът може да прегледа последния ход. След щракане върху фигура играта показва всички възможни ходове, но тази опция може да бъде изключена.

### Играч срещу играч
След приключване на хода на единия играч, дъската автоматично се обръща на 180 градуса. Играта запазва всички резултати и на двамата играчи.